# Jochen Saier
Jochen Saier (* 20. April 1978 in Lahr) ist ein deutscher Sportökonom und seit April 2013 Sportdirektor beziehungsweise Sportvorstand des SC Freiburg.

## Leben
Saier wuchs in Zell-Weierbach auf und spielte Fußball in der Jugend des SV Oberweier. Er absolvierte das Schiller-Gymnasium in Offenburg und studierte nach dem Abitur Sportökonomie an der Universität Bayreuth sowie 2001 für ein Jahr Betriebswirtschaftslehre an der Northeastern University in Boston. Das Studium in Boston finanzierte er über ein Sportstipendium, in dessen Rahmen er für die Northeastern Huskies Fußball spielte. Seit 2002 ist er hauptamtlich beim SC Freiburg tätig. Sein Studium schloss er mit der Diplomarbeit über „Psychosoziale Ressourcen im Jugendfußball“ ab. Beim SC Freiburg folgte er 2003 Andreas Bornemann als Nachwuchskoordinator und Leiter der Freiburger Fußballschule. Im April 2013 wurde er gemeinsam mit Klemens Hartenbach zunächst kommissarischer Sportdirektor als Nachfolger von Dirk Dufner, der zu Hannover 96 abgewandert war, und rückte im Oktober 2014 in den Vorstand des Vereins auf. Er ist zudem Mitglied im Vorstand des Fördervereins Freiburger Fußballschule.